# Rio Farinha
Rio Farinha är ett vattendrag i Brasilien.   Det ligger i delstaten Maranhão, i den centrala delen av landet, 1 000 km norr om huvudstaden Brasília.
Omgivningarna runt Rio Farinha är huvudsakligen savann. Runt Rio Farinha är det glesbefolkat, med 9 invånare per kvadratkilometer.